# Erez
Erez (hebräisch אֶרֶז Erez, deutsch ‚Zeder‘) ist ein Kibbuz im Südwesten Israels.

## Kibbuz
Der Kibbuz Erez wurde 1950 an seinem heutigen Standort gegründet. Zuvor war an selber Stelle das palästinensische Dorf Dimra mit ca. 520 Einwohnern zu finden. Während des ersten arabisch-israelischen Kriegs, den die ägyptische Armee am 15. Mai 1948 hier eröffnete, als sie bei Rafah zunächst in palästinensisches Gebiet einmarschierte, das laut UN-Teilungsplan zum arabischen Staat gehören sollte, den auszurufen aber niemand die Initiative ergriff. Als sich das Kriegsglück wendete und die ägyptische Armee vor dem heranrückenden israelischen Militär zurückwich, verließen am 31. Oktober 1948 Frauen und Kinder das Dorf, später unterlagen die Verteidiger, Männer aus dem Dorf und ägyptische Soldaten, und zogen sich zurück hinter die Linie, die Ägypten und Israel im Februar 1949 im Waffenstillstandsabkommen als Grüne Linie festlegten. Der Kibbuz liegt im nordwestlichen Negev rund 18 Kilometer südlich von Aschqelon, acht Kilometer östlich des Mittelmeeres und nur zwei Kilometer nördlich der seit 2005 massiv ausgebauten Sperranlage um den Gazastreifen. Erez fällt unter die Zuständigkeit der Regionalverwaltung Schaʿar haNegev.
Die lokale Wirtschaft ist auf die Landwirtschaft (Anbau von Kartoffeln, Zitrusfrüchten, Avocados und Gemüse, Milch- und Honigproduktion) und die Industrie (insbesondere die Kunststoffproduktionsfirma) ausgerichtet. Der Kibbuz beschäftigt sich auch mit argonomischer Forschung. Seit 2007 zählt Erez zum so genannten Gaza Envelope, dem Grenzgebiet entlang der Grünen Linie mit zahlreichen Einschlägen aus dem Gazastreifen, das Israels besonderer steuerlicher Förderung unterliegt.
Das israelische Zentralbüro für Statistik gibt bei den Volkszählungen vom 22. Mai 1961, 19. Mai 1972, 4. Juni 1983, 4. November 1995 und vom 28. Dezember 2008 für Erez folgende Einwohnerzahlen an:
| Jahr der Volkszählung | 1961 | 1972 | 1983 | 1995 | 2008 |
| Anzahl der Einwohner  | 188  | 271  | 340  | 352  | 476  |
Am 7. Oktober 2023 konnte – anders als der Grenzübergang – der Kibbuz durch die eigene Notfalltruppe erfolgreich verteidigt werden.

## Grenzübergang

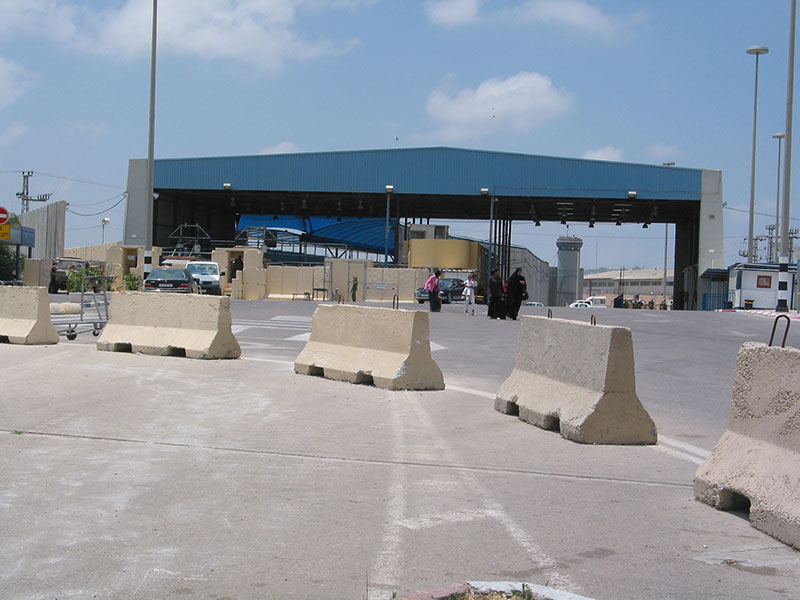
Der Grenzübergang

### Lage und Funktion
Zwischen dem Gazastreifen und Israel gibt es mehrere Grenzübergänge, von denen jedoch in jüngerer Vergangenheit nur noch zwei genutzt wurden: Der Grenzübergang Erez im Norden Gazas war dem Personenverkehr vorbehalten, während der Grenzübergang Kerem Schalom im Süden für den Warenumschlag genutzt wurde.

### Aktuelle Situation
„Israelische Soldaten schließen das Tor des Grenzübergangs Erez, nachdem Lastwagen mit humanitärer Hilfe in den Gazastreifen gefahren sind.” (Foto: Tsafrir Abayov/AP/dpa)“

Link zum Bild

Beim Terrorangriff der Hamas auf Israel wurde der Grenzübergang von Terroristen der Hamas und anderen, mit dieser Terrororganisation verbündeten islamistisch-militanten Gruppierungen beschädigt und eingenommen. Der an der Südgrenze Gazas liegende Grenzübergang in Rafah – der einzige Grenzübergang zu Ägypten – wurde nach israelischen Luftangriffen auf die palästinensische Seite des Grenzübergangs im Oktober 2023 bis auf Weiteres geschlossen.
Angesichts der humanitären Katastrophe in Folge des laufenden Krieges im Gazastreifen hatten die USA und die mit ihr verbündete Länder Israel zur raschen Ausweitung der humanitären Hilfe für die Zivilbevölkerung aufgefordert. Das israelische Kriegskabinett beschloss Anfang April 2024 daraufhin den Grenzübergang Erez ab 1. Mai 2024 wieder zu öffnen. Laut einer Mitteilung der zuständigen israelischen Behörde Cogat soll der Grenzübergang nun dauerhaft als Route für Hilfslieferungen nach Gaza genutzt werden.
Erstmals seit Kriegsbeginn passierten am 19. Mai 2024 LKWs mit Hilfsgütern den neu geöffneten Grenzübergang. Zwei Tage zuvor waren im Hafen von Aschdod zum ersten Mal seit Ausbruch des laufenden Gazakrieges Hilfsgüter gelöscht worden.

### Geschichte
Am 12. April 2002 hatte ein Palästinenser das Feuer auf mehrere Israelis und palästinensische Arbeiter eröffnet und dabei einen Israeli und einen Palästinenser getötet. Gegen 7:00 Uhr Ortszeit betrat der Attentäter den Grenzübergang und begann auf die Anwesenden zu schießen. Zudem warf er eine Handgranate in die Menge, bevor er von israelischen Grenzpolizisten erschossen wurde.
Nach Bewilligung des Abkopplungsplans im Jahr 2004 kam es zu verstärkten Terrorattacken auf den Grenzübergang in Erez.
2007 wurde der Grenzübergang für 60 Millionen US-Dollar renoviert.

## Industriegebiet
Als Folge von vermehrten Anschlägen wurde entschieden, die Industriezone Erez zu schließen und die dort noch vorhandenen Fabriken zu anderen Standorten wie Aschkalon, Dimona, Jerocham oder Sderot zu verlagern. Viele Fabriken waren schon im Voraus geschlossen worden.

## Einzelnachweise

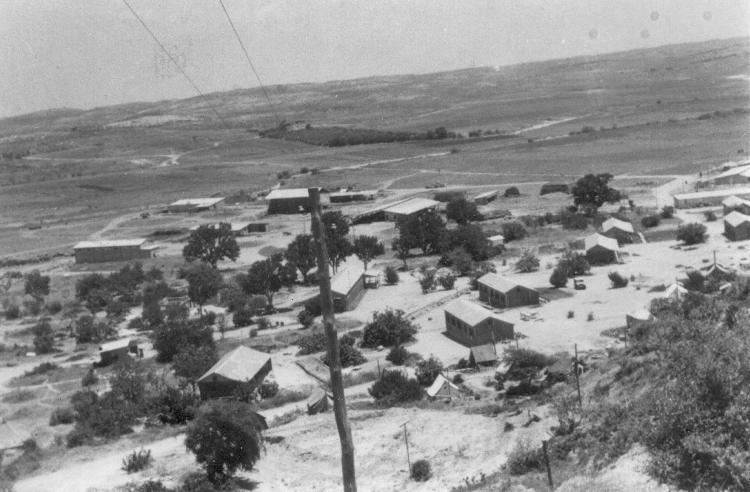
Erez 1950